# Manuel Aníbal Álvarez Amoroso
Manuel Aníbal Álvarez Amoroso (Madrid, 31 de enero de 1850-Madrid, 15 de julio de 1930) fue un arquitecto español.

## Biografía
Fue hijo del arquitecto Aníbal Álvarez Bouquel (autor del Palacio de Gaviria) y nieto del escultor José Álvarez Cubero. Estudia en la Escuela Superior de Arquitectura de Madrid, alcanzando el título de arquitecto en 1873. En 1875 es pensionado por el Gobierno español en la Academia Española de Bellas Artes en Roma, que había sido recientemente inaugurada en 1873. Allí estudia, entre otros, el Panteón de Agripa y realiza un proyecto sobre su restauración, además de otro proyecto sobre el Palacio Ducal de Venecia. Viaja posteriormente por París donde reside un tiempo, Alemania, Grecia y Egipto.
Se hace profesor de la Escuela de Arquitectura y por Real Orden de 27 de abril de 1915 se le confirma como profesor numerario de Proyectos de conjunto (segundo curso) de la Escuela. En 1918 se le nombra director de la misma hasta su jubilación en 1920 y poco después, director honorario.  
Ingresa en 1909 como académico de número en la Real Academia de Bellas Artes de San Fernando y lee su discurso de ingreso en 1910 con el título Lo que pudiera ser la arquitectura española contemporánea, donde condenaba el uso de los estilos historicistas y reivindicaba la conservación de las raíces locales. Sin embargo, estos planteamientos teóricos no los aplicaría con puridad a su obra. Falleció el 15 de julio de 1930 en Madrid.

## Obras

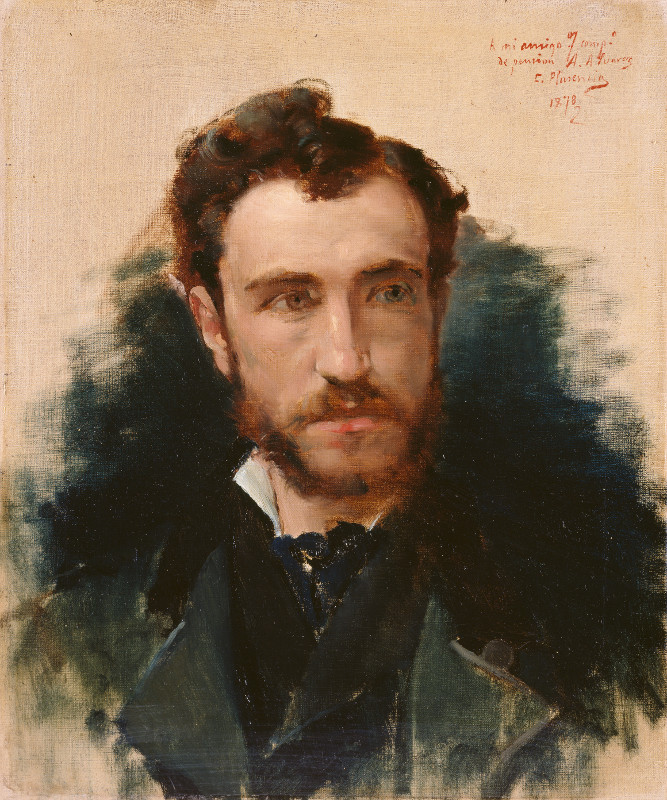
Retrato de Manuel Aníbal Álvarez (1878), por Casto Plasencia, Museo de Bellas Artes de Valencia.

Entre sus principales obras arquitectónicas, destacan:
- Alrededor de 1880 proyecta la iglesia de la Purísima Concepción, en la calle Siaghin n.º 51 de la ciudad marroquí de Tánger, en un estilo hispanomorisco.[9]
- De 1884 a 1891 participa en las obras del edificio del Banco de España en Madrid, donde es nombrado director de las obras.
- En 1898, viviendas para la condesa de la Vega del Pozo y duquesa de Sevillano en la calle Salustiano Olózaga n.º 4 de Madrid, donde comenzará la colaboración que desembocaría en lo que hoy es conocido como Colegio del Pilar, también de Madrid.
- Entre 1904 y 1921 interviene en el llamado por entonces Colegio de Institutrices y la Fundación de la duquesa de Sevillano (Colegio Nuestra Señora del Pilar), en una manzana comprendida entre las calles de Príncipe de Vergara, Ayala, Castelló y Don Ramón de la Cruz en Madrid, con estilo neogótico con toques modernistas.
- En 1914, viviendas para José Mingo en la calle de Núñez de Balboa n.º 17 en Madrid.
- En 1916 diseña el Museo Numantino de Soria.
- En 1919 intervino en el Palacio de Linares, situado en la Plaza de Cibeles de Madrid, diseñando la escalera de mármol de doble derrame, la fuente y los dos pabellones del jardín.

### Restauración
Ya desde su etapa en Roma se interesó por las restauraciones arquitectónicas, y en este arte alcanzó gran relevancia. Se especializó sobre todo en la corriente medievalista de su época, integrándola en un concepto historicista. Los especialistas no se han puesto de acuerdo en la idoneidad de las mismas, creando gran controversia en sus realizaciones, similar a lo acontecido con otros "restauracionistas", como el francés Viollet-le-Duc.
Entre sus restauraciones destacan:
- Iglesia de San Martín en Frómista. De 1895 hasta su reinauguración en 1904.
- Iglesia de San Juan en Baños de Cerrato.
- Colegiata de San Pedro en Cervatos.
- Hospital de Santa Cruz en Toledo.
- Universidad de Alcalá de Henares.

## Galería

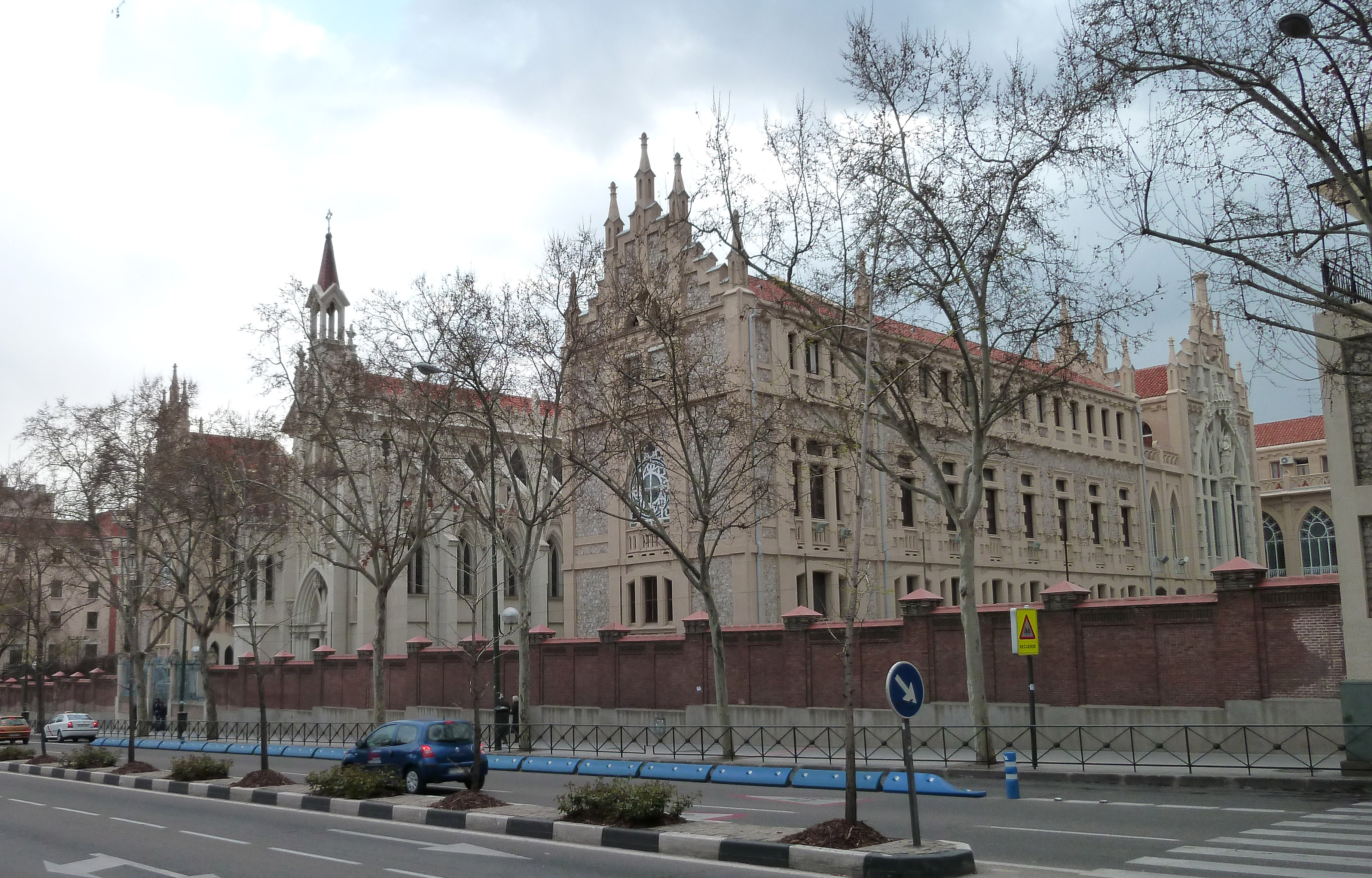
Colegio Nuestra Señora del Pilar
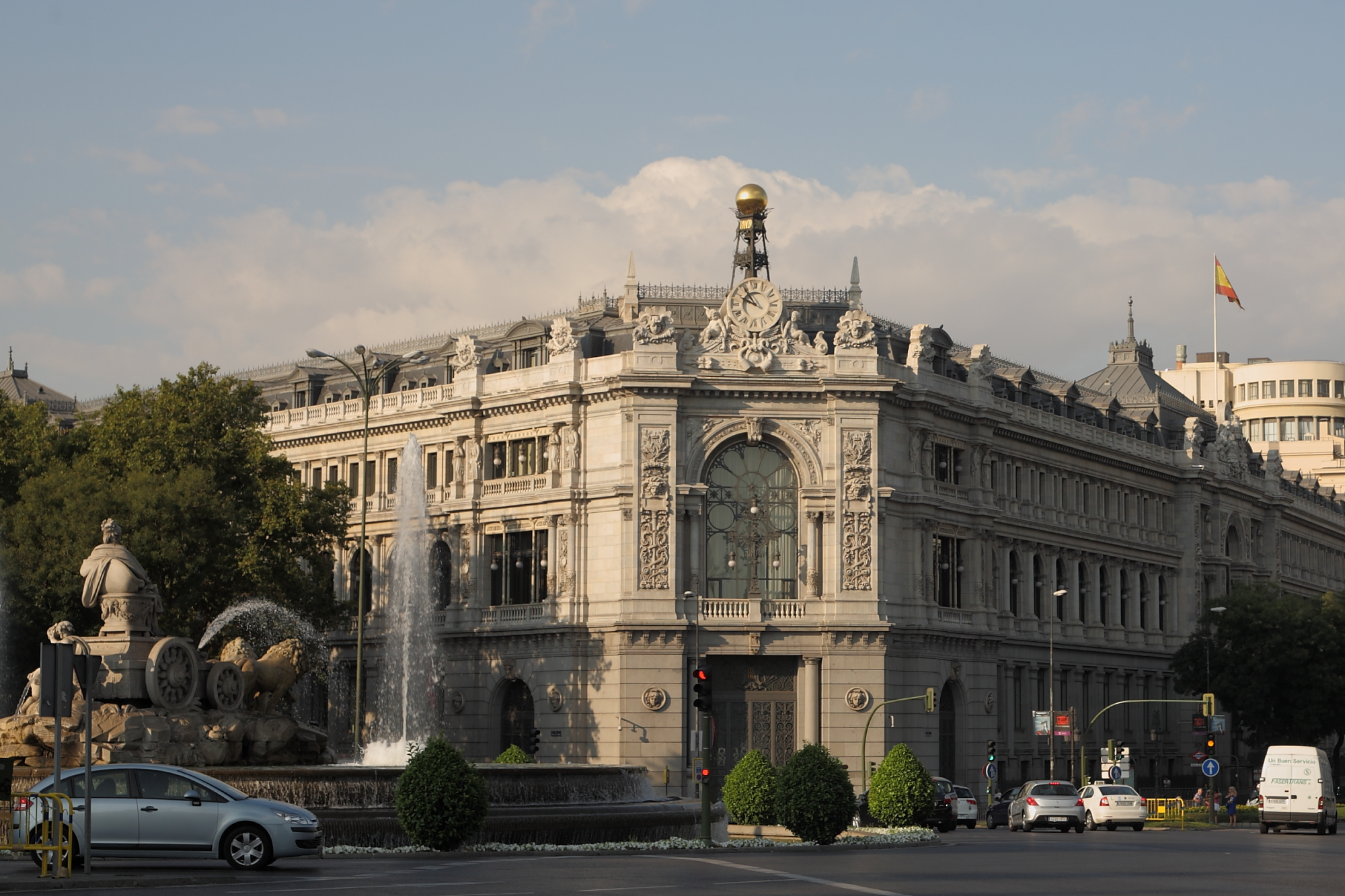
Edificio del Banco de España
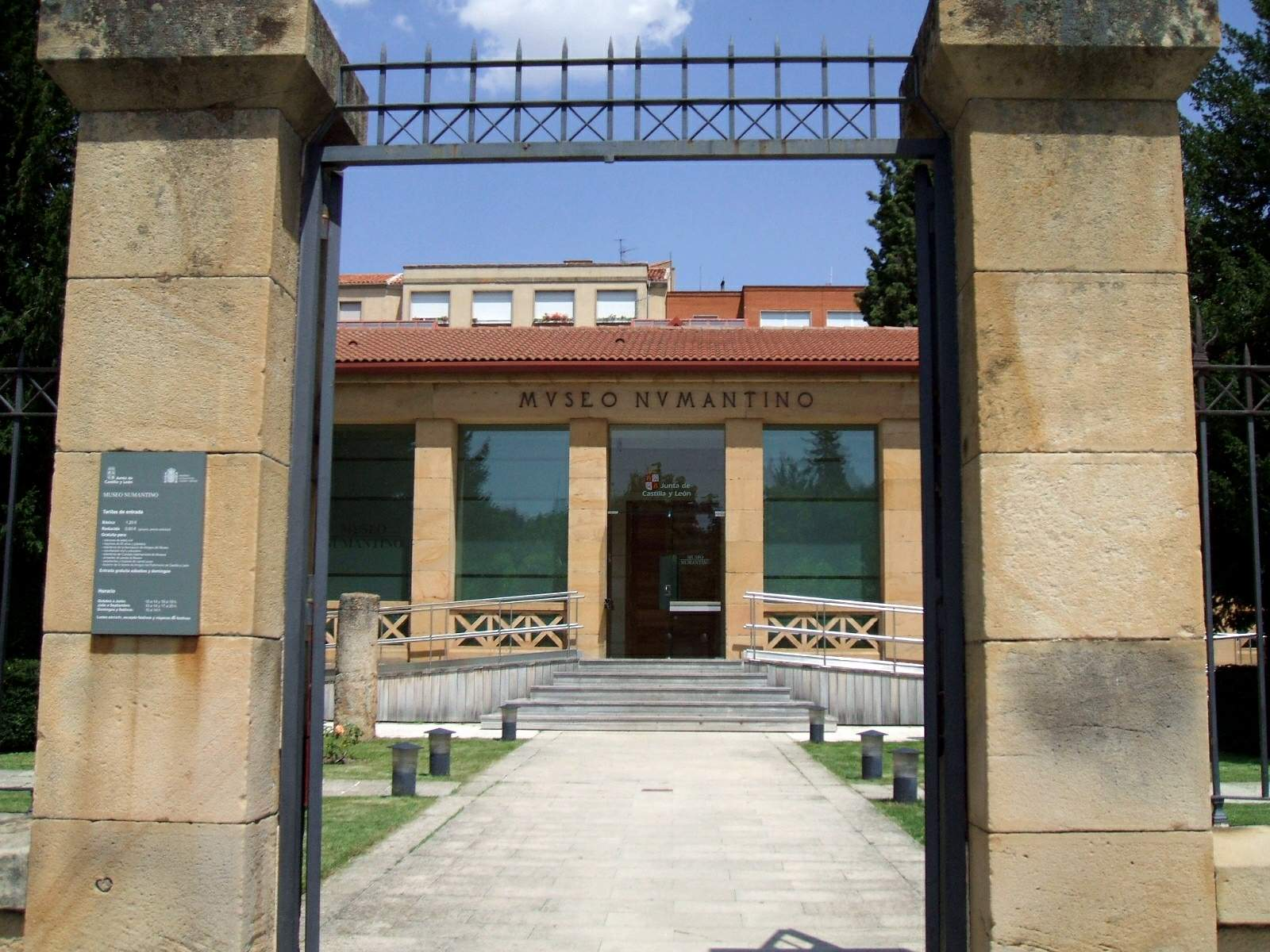
Museo Numantino de Soria
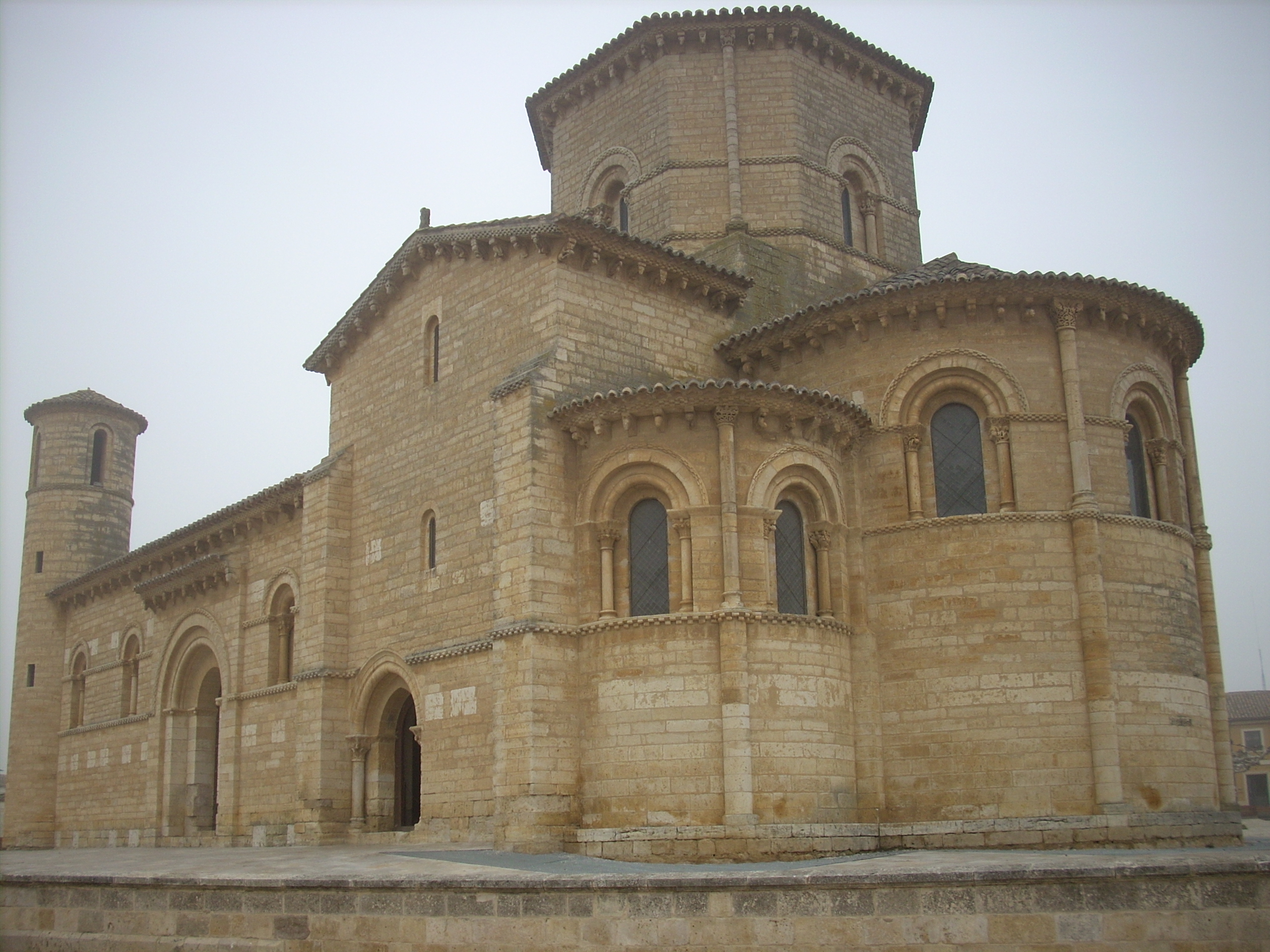
Iglesia de San Martín de Frómista (restauración)
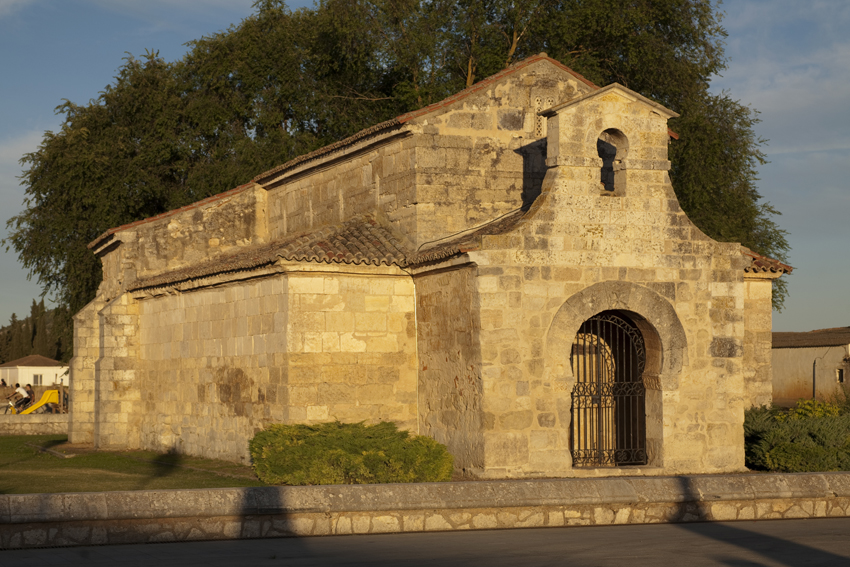
Iglesia de San Juan de Baños de Cerrato (restauración)